# Folie Titon
Folie Titon byl původně zámek, posléze manufaktura na výrobu papírových tapet v Paříži. Nacházela se na předměstí Saint-Antoine. V roce 1783 odtud vzlétla první montgolfiéra.

## Historie
Budovu postavil v roce 1673 Maximilien Titon, ředitel Královských zbrojních manufaktur, jako venkovský zámeček. V roce 1765 zámek koupil podnikatel Jean-Baptiste Réveillon a přeměnil jej na manufakturu vyrábějící tapety. V roce 1784 získala označení Královská manufaktura na tapety.
Dne 19. října 1783 vstoupila manufaktura do dějin letectví, když odtud poprvé vzlétl horkovzdušný balon. Na jeho palubě byli fyzik Jean-François Pilâtre de Rozier a André Giroud de Villette. Tento balón sestrojili v manufaktuře bratři Montgolfierové a Jean-Baptiste Réveillon.
V dubnu 1789 v manufaktuře pracovalo přes 300 dělníků a v té době zde propukly nepokoje zvané jako aféra Réveillon. Z důvodu špatné úrody předchozího roku se zvedla cena chleba. Jean-Baptiste Réveillon se rozhodl snížit mzdy, což vyvolalo třídenní vzpouru, do které se zapojili i další dělníci a řemeslníci na předměstí Saint-Antoine.
Folie Titon byl zbořen v roce 1880.